# 莎伦·达布尼
莎伦·达布尼（英語：Sharon Dabney，1959年1月—），美国女子田径运动员，主攻400米短跑。她曾代表美国参加1975年和1979年泛美运动会田径比赛，获得二枚金牌和一枚银牌。